# Ankistroxenus aethiopicus
Ankistroxenus aethiopicus är en mångfotingart som först beskrevs av Chalande 1908.  Ankistroxenus aethiopicus ingår i släktet Ankistroxenus och familjen penseldubbelfotingar. Inga underarter finns listade i Catalogue of Life.